# Abschwenken
Abschwenken ist beim Militär eine Bewegung, um aus der Linie in die geöffnete Kolonne überzugehen und steht somit im Gegensatz zum Einschwenken.
Alle Unterabteilungen, die in der Kolonne hintereinander stehen sollen, machen beim Abschwenken gleichzeitig jede für sich eine Viertelschwenkung (oder früher bei der Kavallerie und Artillerie eine Achtelschwenkung, wodurch die Halbkolonne entsteht). Durch Abschwenken nach rechts entsteht stets eine rechts abmarschierte Kolonne.